# Lilian Uchtenhagen
Lilian Uchtenhagen-Brunner (Olten, 7 september 1928 - Zürich, 6 september 2016) was een Zwitserse politica voor de Sociaaldemocratische Partij (SP/PS) uit het kanton Zürich. Zij was in 1971 een van de eerste elf vrouwelijke verkozenen in de Nationale Raad. In 1983 was ze de eerste vrouwelijke kandidaat voor een zetel in de Bondsraad, maar ze werd niet verkozen.

## Biografie

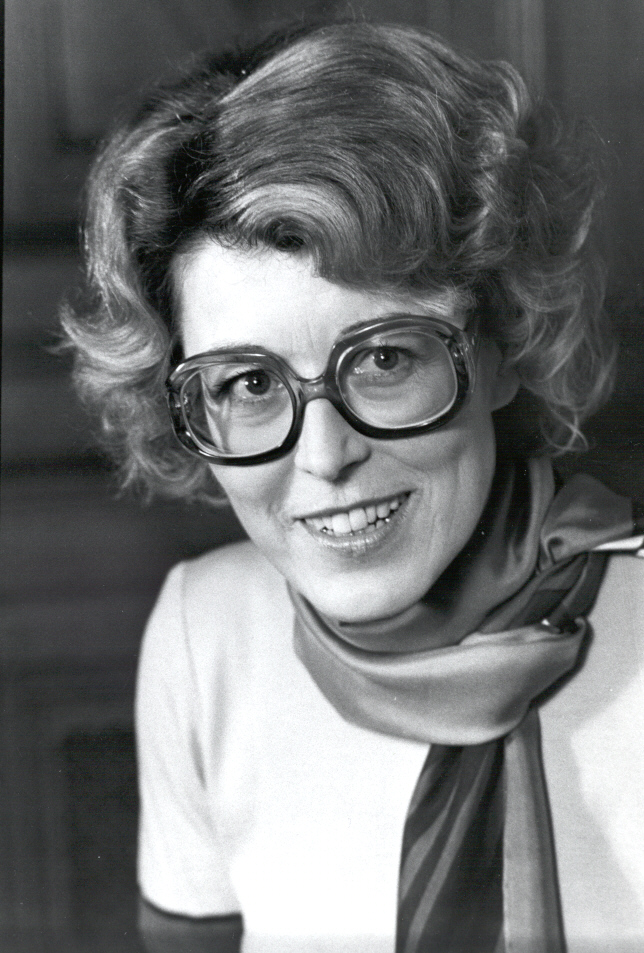
Lilian Uchtenhagen in 1986.

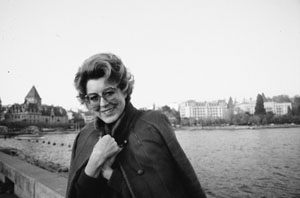
Lilian Uchtehagen.

Lilian Uchtenhagen werd geboren als de dochter van een handelaar. In 1956 huwde ze met Ambros Uchtenhagen, een psychiater verbonden aan het universitair psychiatrisch ziekenhuis van Zürich. Zij studeerde politieke wetenschappen aan de Universiteit van Bazel en de London School of Economics. In 1954 behaalde ze in Bazel een doctoraat, waarna zij van 1955 tot 1956 een opleiding als assistente in de psychiatrie volgde in de Verenigde Staten. Later zou ze les geven in Zürich. Tevens was ze actief in de Zürcher Frauenzentrale en de Bund Schweizerischer Frauenvereine (BSF), en was ze lid van het bestuur van het Frauenstimmrechtsverein van 1957 tot 1973.
Van 1970 tot 1974 was ze gemeenteraadslid (wetgevende macht) in Zürich. Bij de Zwitserse parlementsverkiezingen van 1971, de eerste na de invoering van het vrouwenstemrecht in Zwitserland op federaal vlak, werd zij verkozen in de Nationale Raad. Daarmee was een van de eerste twaalf vrouwelijke leden van de Zwitserse Bondsvergadering. Ze zetelde in de Nationale Raad van 29 november 1971 tot 24 november 1991 en was in 1983 de eerste vrouwelijke kandidaat voor een zetel in de Bondsraad. Na een zgn. Nacht van de Lange Messen verloor ze deze verkiezing echter aan haar partijgenoot Otto Stich, die de steun genoot van de rechtse partijen, waarop er binnen de SP/PS een debat op gang kwam over haar lidmaatschap van de Bondsraad.
Ze overleed in 2016, aan de vooravond van haar 88e verjaardag.